# Tjuvakyrkogården
Tjuvakyrkogården var en begravningsplats i Kirsebergsstaden vid Garnisonsplanteringen avsedd för fångar. Kyrkogården anlades 1809 och användes till 1891. Kyrkogården låg vid Kirsebergs vattentorn.